# Нагоряны (Винницкая область)
Нагоряны (укр. Нагоряни) — село на Украине, находится в Могилёв-Подольском районе Винницкой области.
Население по переписи 2001 года составляет 351 человек. Почтовый индекс — 24021. Телефонный код — 4337.
Занимает площадь 0,9 км².
Вблизи села находятся Нагорянские пещеры — геологический памятник природы местного значения.
На реке Днестр в районе села расположена Днестровская ГЭС-2.

## Религия
В селе действует Иоанно-Богословский храм Могилёв-Подольского благочиния Могилёв-Подольской епархии Украинской православной церкви.

## Адрес местного совета
24021, Винницкая область, Могилёв-Подольский р-н, с. Козлов

## Галерея

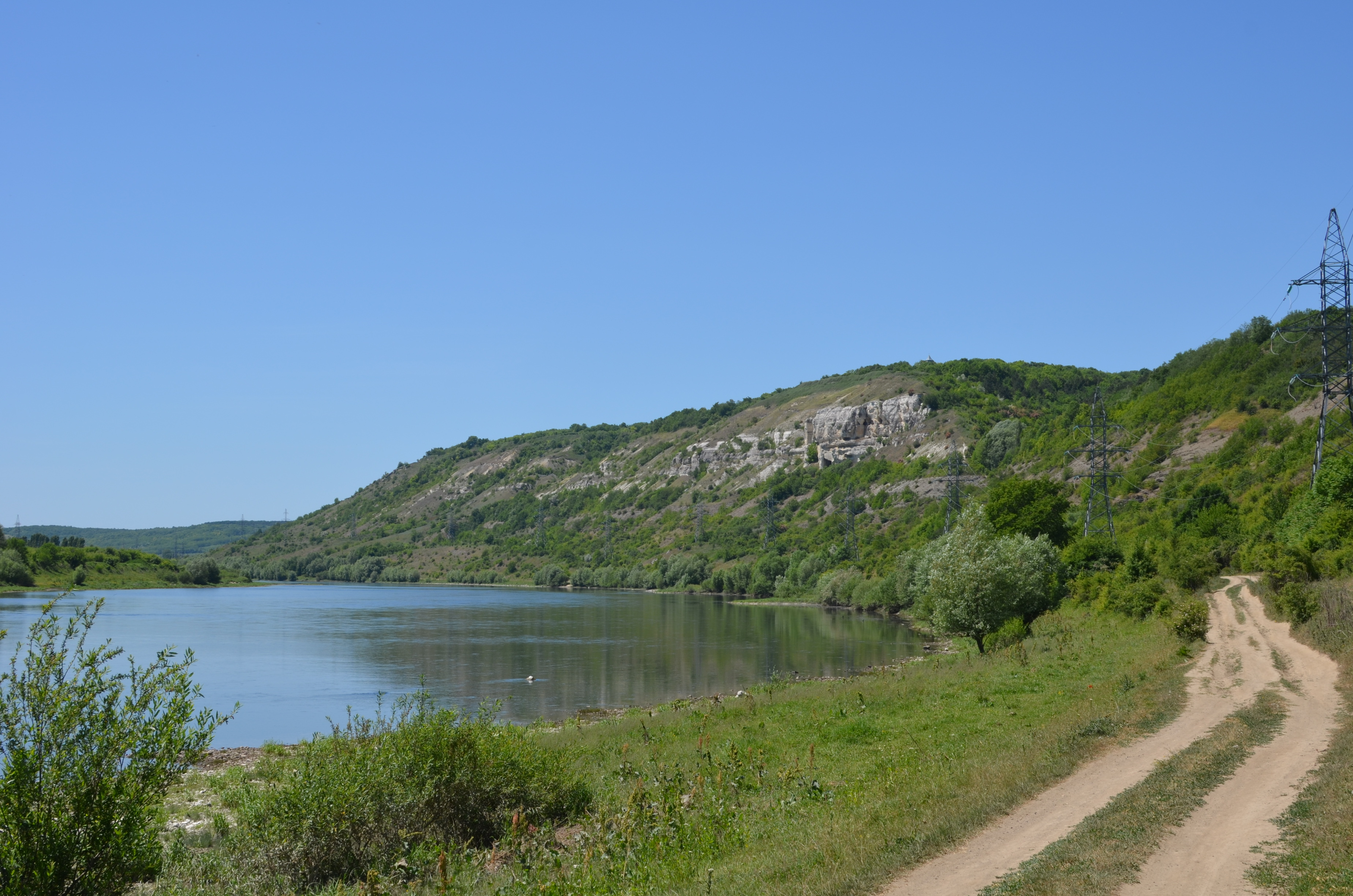
Дорога до Нагорянских пещер
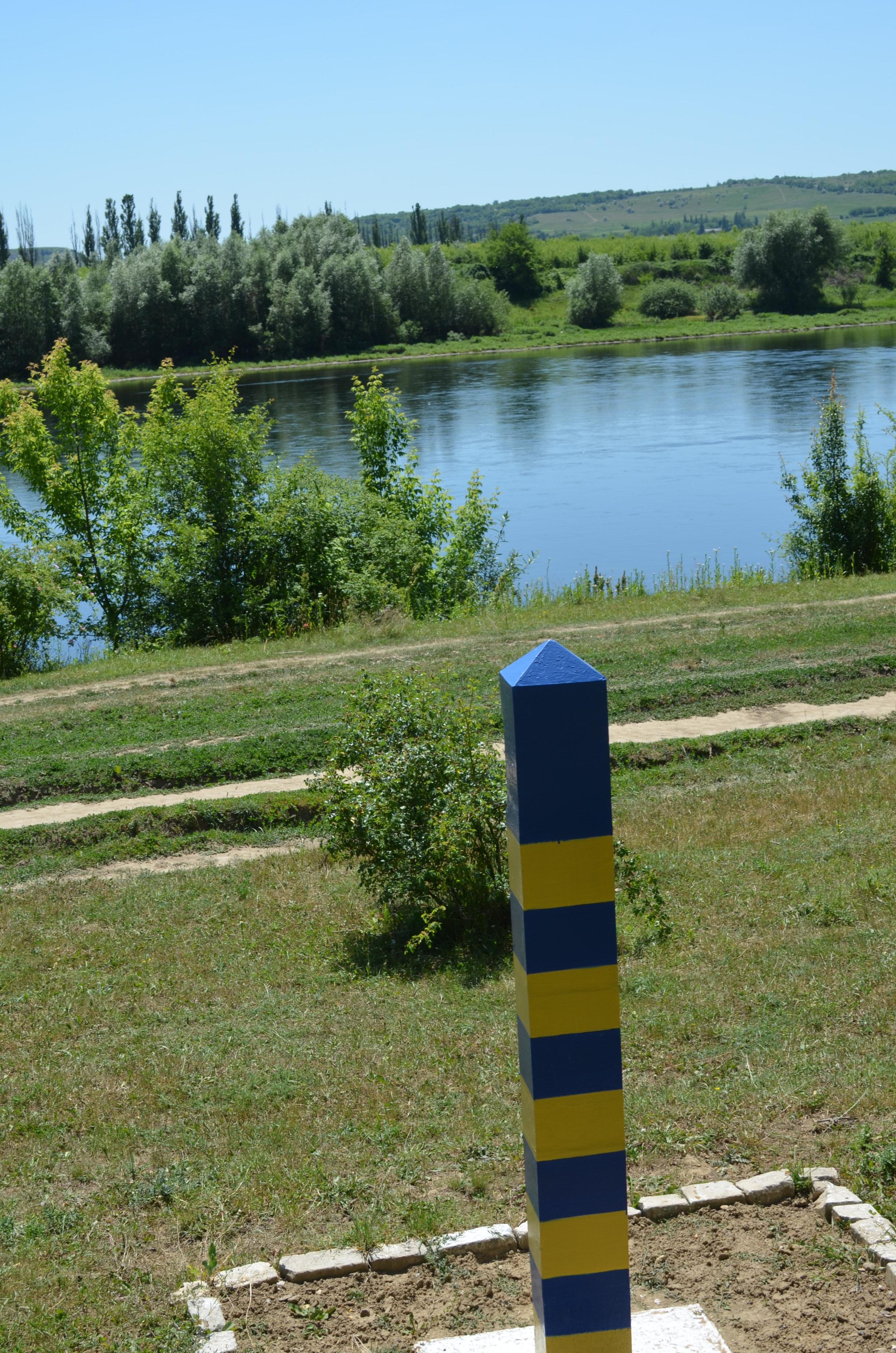
Пограничный знак близ берега Днестра
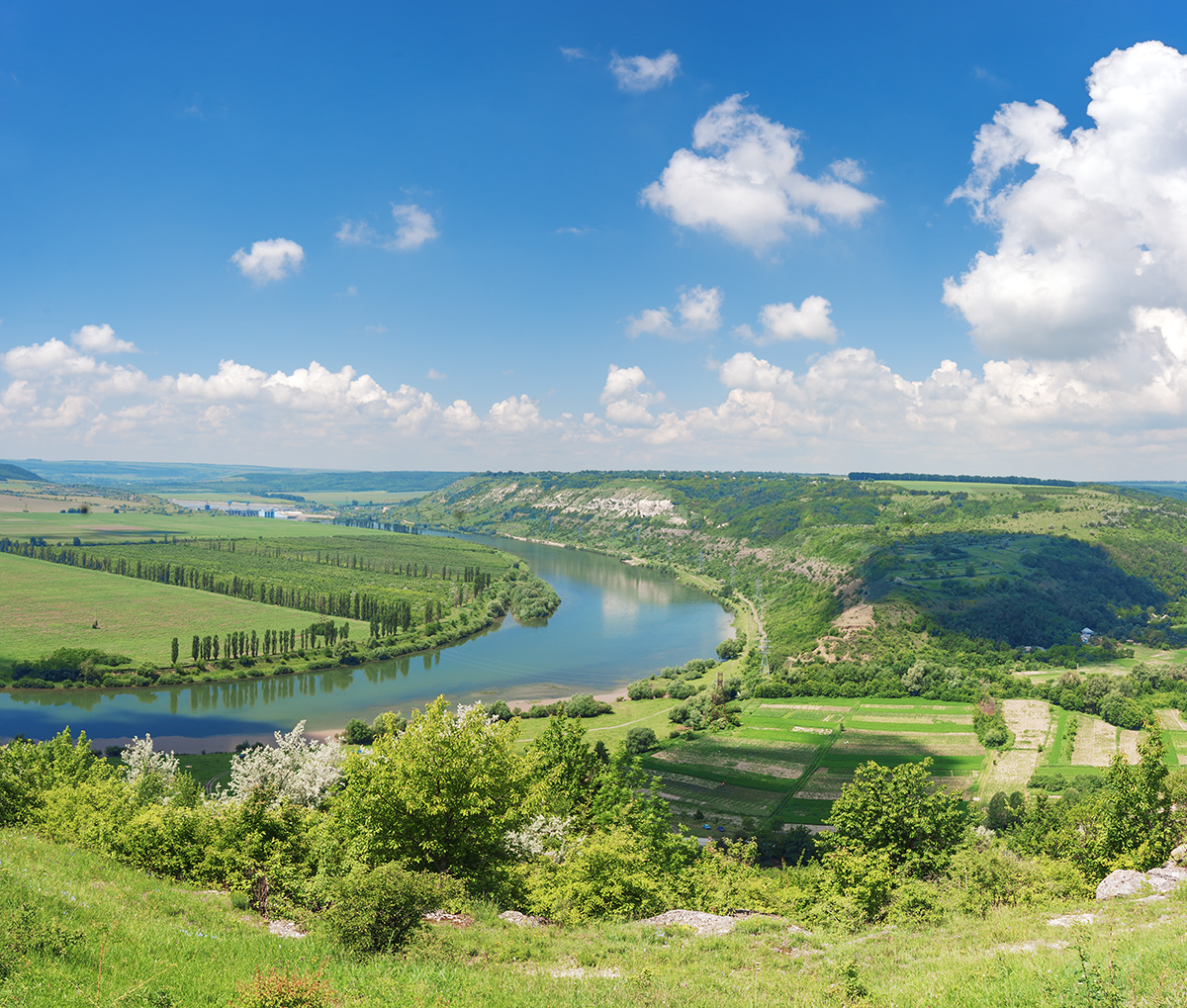
Вид от Лядовского монастыря
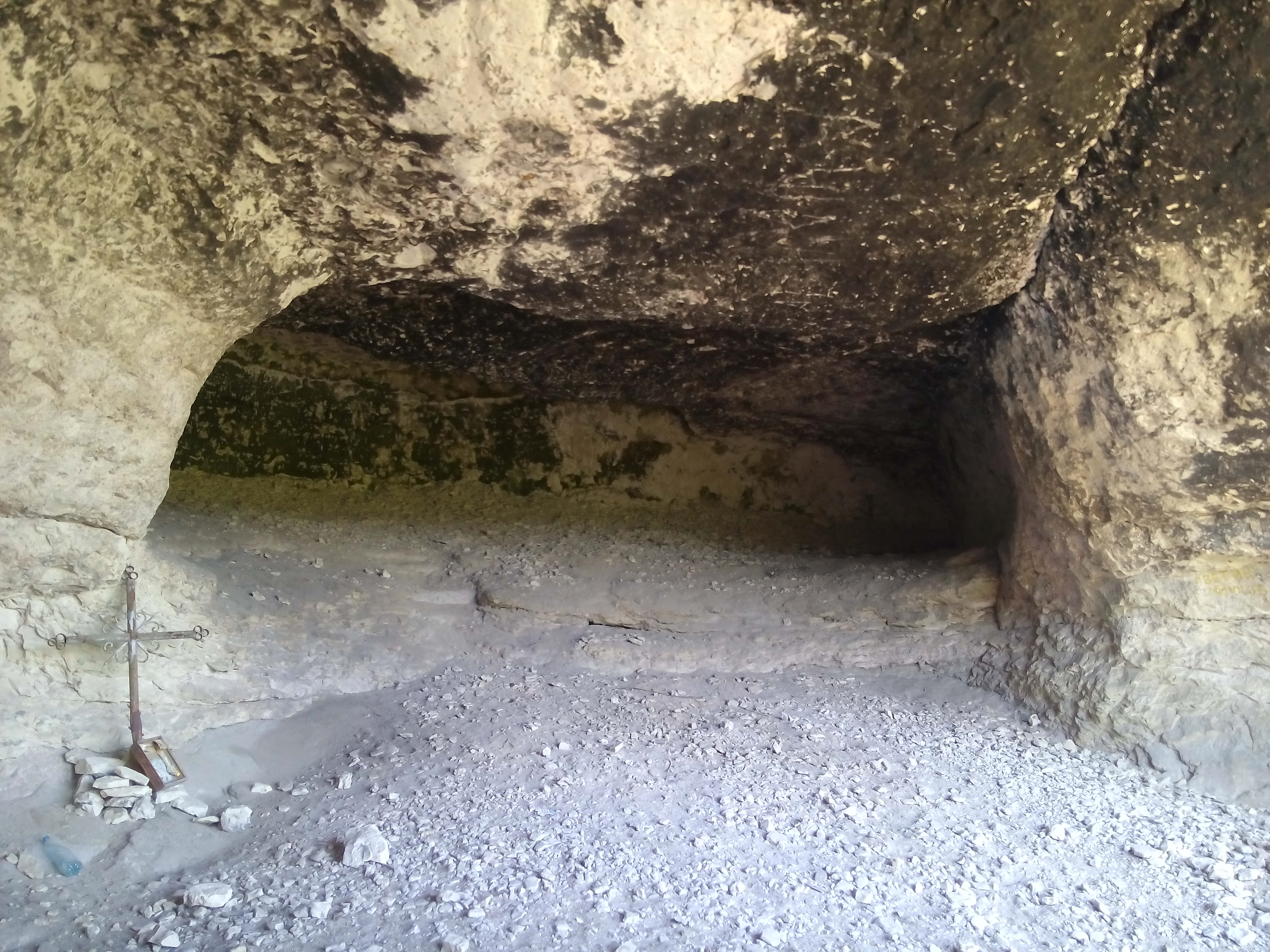
Нагорянские пещеры
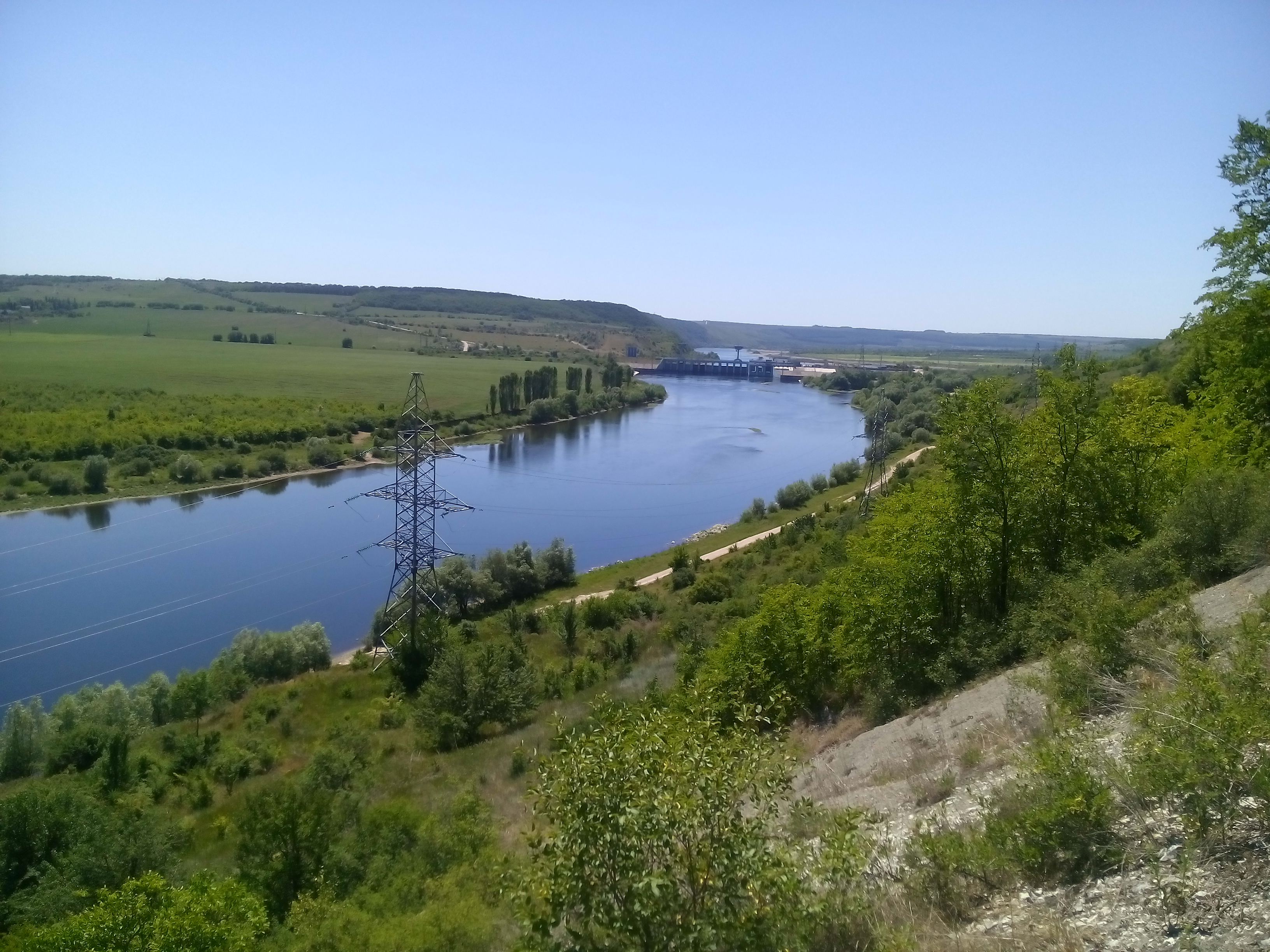
Вид на Днестр от Нагорянских пещер
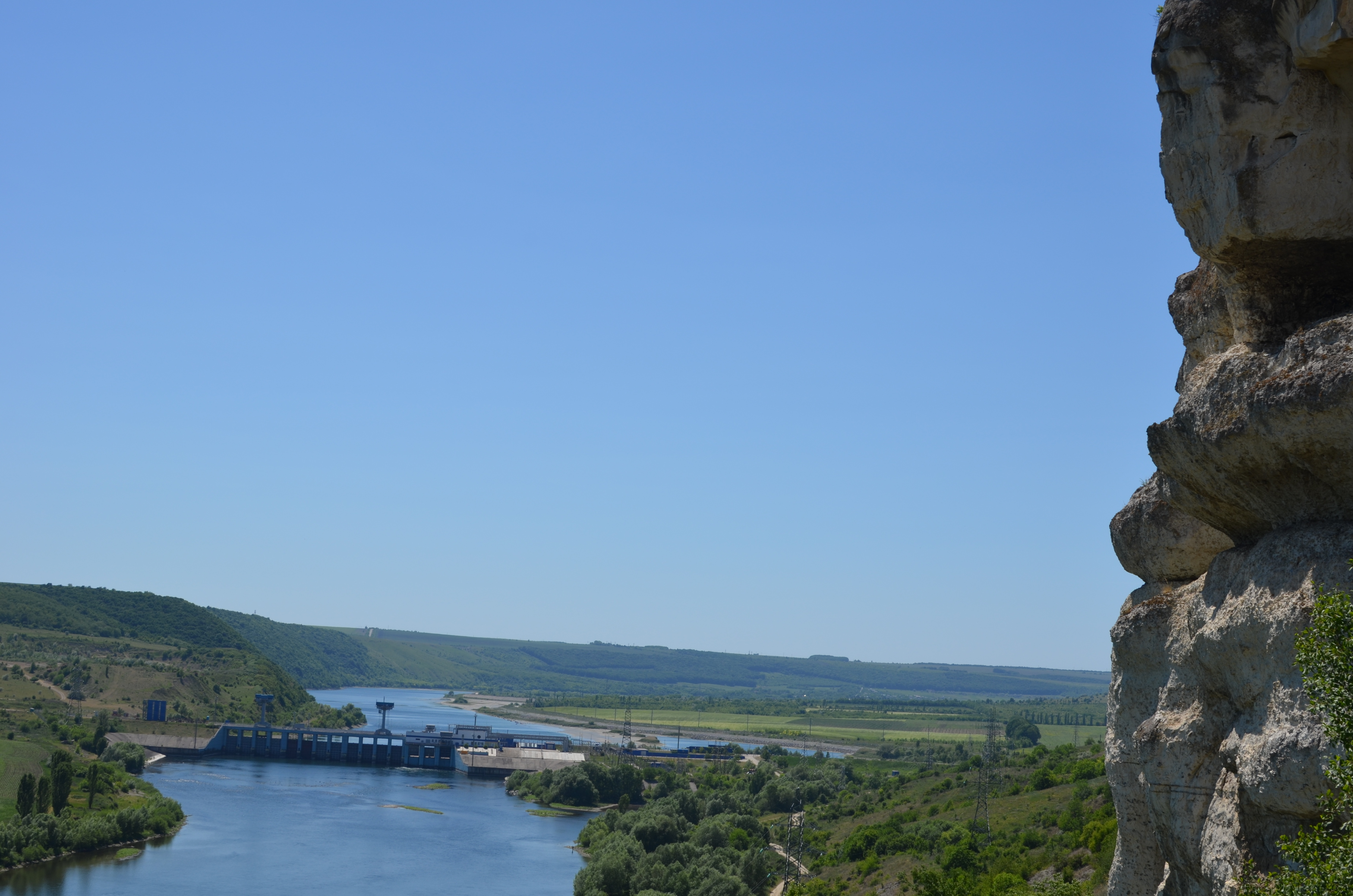
Днестровская ГЭС-2